# 鄧焲
鄧焲，字廷耀，福建福州府闽县人，明朝政治人物、進士出身。

## 生平
成化十年（1474年），福建甲午乡试中舉。成化十四年（1478年），登戊戌科會試中進士，官至翰林编修、翰林院侍講。

## 家族
曾祖父鄧文德。祖父鄧進。父亲鄧瑀，曾任封刑部主事。